# Pólya József (orvos)
Váradi Pólya József (Szécsény (Nagyszécsény), Bars vármegye, 1802. január 1. – Pest, 1873. június 10.) orvosdoktor, fizikus és kórházi főorvos, rajzoló, természettudós, pomológus, a Magyar Tudományos Akadémia rendes tagja.

## Élete
Váradi Pólya András és Oroszi Sára szegénysorsú földművelő szülők fia, hét testvér között a legfiatalabb. A Garam folyó partján fekvő Nagyszécsény helységben született; gyönge testalkatú és gyakran betegeskedő fiú volt, ezért szülei a papi pályára szánták. Öt és fél évet töltött a helybeli falusi iskolában, ahol Fügedi Ferenc néptanító vezérlete alatt az I. gimnáziumi osztály tantárgyait is elvégezte.
1813-ban a losonci főgimnázium növendéke lett, ahol hat év alatt a logikát is elvégezte. 1819-ben a bölcseleti tudományok hallgatása és a német nyelv elsajátítása végett Selmecbányára ment az ottani ágostai hitvallású líceumba, ahol ezen korszakból saját életiratában három egyént emel ki, akiknek tudományos kiképzését főleg köszönhette: Jenei Jeney Jánost, aki magántanítója volt, Kovács István tanárt és Scheverlay Mátyás akkor selmeci, később pozsonyi nagyhírű tanárt, «kinek lényem egész valójával tartozom» – írja.
Pólya a rendes tárgyakon kívül kiváló előszeretettel foglalkozott a rajzzal és zenével; a zenével később felhagyott, de a rajzot élete végéig gyakorolta és utolsó éveiben a kertészet művelésévél sokszor gyakorlati hasznát is vette.
1821-ben Pestre óhajtott menni az orvosi pályára, azonban apja, akinek kedvéért már 1817-ben az egyházi szószéken is föllépett, ezt ellenezte és mindenképpen a papi pályára akarta őt terelni. A szándékában megrendíthetetlen fiútól aztán minden segélyt megvont, így fia magára hagyatva kénytelen volt Losoncra visszatérni, ahol a gimnázium első osztályában köztanítónak választották.
Egy év múlva egy előkelő családnál magántanítóságot vállalt, azon feltétellel, hogy egy év elteltével növendékével Pestre fogják küldeni. Ezen várakozásában azonban megcsalatkozott, így egyedül indult útnak és 1823 novemberében Pestre érkezett. Itt még a bölcseleti tanfolyam III. évére utasították. Ezen is átesvén, 1824-ben kezdette meg az orvosi tudományok hallgatását és 1830 augusztusában orvosdoktorrá avatták fel. Orvostanulói pályája küzdelmes volt, hazulról nem segélyezték, rajz-, szépírás és magyar nyelv tanításával tartotta fenn magát. Orvosdoktori oklevéllel meglátogatta szüleit, apja az évek óta nem látott fiával ekkor kibékült.
Mint gyakorló orvos 1831-ben a pesti kolera-kórházban igazgató és kezelőorvos volt. Pólyának orvosi hírnevét ezen működése alapozta meg. 1832 januárjában a magyar királyi helytartó-tanács Károlyvárba és Fiuméba küldte, hogy az ottani orvosokkal a kolera tudnivalóiról értekezzék és azokat utasítással lássa el. Innét hazatérve márciusban Pest városa őt tiszteletbeli fizikusai közé vette fel, április hónapban pedig a polgári Rókus-kórházhoz rendes másodorvosnak nevezte ki. 1832. március 9-én a Magyar Tudományos Akadémia levelező taggá választotta (később 1858. december 15-én rendes tag lett).
Ez időtől fogva a főváros legkeresettebb orvosai közé tartozott, mire nézve nevezetes tényező volt az a körülmény is, hogy Fáy Andrással benső barátságban lévén, az ő körében számos előkelő családdal lépett érintkezésbe és ismeretségbe. Amikor a rókus-kórházi állásától megvált, 1842. május 1-jén a városligeti saját telkén magán elmekórintézetet állított fel, mely három évig állt fenn. Az országos egészségügyi tanács, a budapesti királyi egyetemi orvoskar, az orvosegylet tagja és Pest város képviselője volt.
1866-ban (talán 1864-ben megválasztva) a Bars megyei Gazdasági Egylet titkára volt. Abban az időben jó barátságban volt pl. a Bars megyei alispánnal fajkürti és koltai Kürthy Józseffel. Ezt egy 1867-ből való, Kürthy Józsefhez írt levele igazolja, melyben főleg a megyei politikáról ír az alispánnak. A levelét így végzi: " ...péntek este nálad vagyok... igaz barátod Pólya Jósef s.k." (A levél az érsekújvári-Nové Zámky, Szlovákia, Történelmi és Régészeti Társaság tulajdonában van).
Élete utolsó éveiben testi ereje hanyatlani kezdett és így az orvosi gyakorlattól lassanként visszavonult és rákosi birtokán a kertészetnek szentelte végnapjait, míg végül 1873. június 10-én meghalt és a Fiumei úti sírkertben helyezték örök nyugalomra. (A Magyar Tudományos Akadémiában 1875. június 28-án Török József róla írt emlékbeszédét Halász Géza olvasta fel).

## Munkái
- Értekezés az ember belférgeiről. (Orvostudori értekezés. Latin címmel is.) Pest, 1830. Egy tábla rajzzal.
- Beaumont értekezése a sérvekről. Egy új gyógymóddal együtt, mely szerént a sérveket gyökeresen meg lehet gyógyítani. A magyar seborvosok kedvökért ford. Uo. 1830.
- Summa observationum, quas de cholera orientali a die XXIV. Julii usque diem XX. Septembris anni MDCCCXXXI in liberae regiaeque civitatis Pest nosocomiis collectas sistunt Josephus Pólya et J. Carol. Grünhut. Pest, 1831. Négy tábla rajzzal. Online
- Beobachtungen über die asiatische Cholera, angestellt und gesemmelt in Spitälern der Stadt Pesth in Ungarn v. 23. Juli bis zum 20. September 1831. Mit Abbildungen der Krankheit und die nummerischen Verhältnisse darstellenden Tabellen. Meissen, 1832.
- Observationes de herpete eius complicationibus et remedio novo «Anthracocali». Pest, 1837.
- Beobachtungen über die Flechte und ihre Verbindungen, nebst einem neuen specifischen Mittel zu deren Heilung, nämlich: "dem Anthrakokali". Nach der lateinischen Handschrift des Verfassers übersetzt von Dr. Karl Ludwig Sigmund. Leipzig, 1837. Online
- De hydriatria nonnulla. Occasione festi semisecularis laureae doctoralis medicae... Francisci Ant. Christen in memoriam... 1838. 9. die mensis Maii. Budae, 1838.
- Az állatország természettörténeti képterme Jardine Vilmos és Treitschke Fridrik után ford. Pest, 1841-42. Öt füzet, 90 híven szinezett aczélmetszettel.
- Tudnivalók a Pesten felállított privát elmekórintézetről. (Pest, 1842.)
- Az ember nemi tekintetben. Leirása az ember nemi részeinek egészséges és beteg állapotjokban. I. füzet. Férfi nemi részek boncz- és élettana. Uo. 1848.
- Hanák János, Az állattan története és irodalma Magyarországban. Kiadta Pólya József. Pest, 1849. A szerző arcképével és életrajzával.

### Levelei
Fáy Andráshoz, kelet n., Pest, 1835. dec. 4., 1837. márc. 27., Bia 1840. szept. 2. (a Magyar Nemzeti Múzeumban).

### Kézirati munkái
Physiologia; akadémiai értekezések (1864-68. Az aszályosság physikája, Omne vivum ex ovo, Növényéleti ösmeretek alkalmazása a növényiparban, A marhavészről).

## Emlékezete
- Török József: Pólya József emléke